# グァンタナメラ
「グァンタナメラ」（西: Guantanamera）は、キューバの民謡。『グァンタナメラ』は、「グァンタナモの女性」を意味する。 
ホセ・マルティが作った詩 をフリアン・オルボーンが改変した歌詞が最も知られている。
作曲はホセ・フェルナンデス・ディアス。この歌は、長年に渡り、様々なヴァージョンで歌われ、録音されている。キューバ詩人の詩であり、キューバの愛国的で、最も知られた歌である。ラジオで最初に人気が出たのは、1929年である。
1963年、ピート・シーガーがカーネギー・ホールでマルティの詩に乗せて歌ったことをきっかけに国際的なヒットとなった。

## 曲の由来
曲の由来には、いくつかの説がある。

### ラジオ局での逸話
作曲者のホセイト（ホセ）・フェルナンデスが、その歌の件で、本の中に文書としてまとめようとしていた２人に研究者に語ったところによると、その話は次の様である。彼は、キューバのラジオ局CMQの番組「El suceso del día」で、この歌が広まる前に、いくつかの、カリブ地方の田舎風のメロディー（グアヒラ）で歌っていた。そのような中、そのラジオ局で、あるグアンタナモの女性が働いていていて、彼に恋心を抱いていたという。それで、彼女は、時折、食べ物を差し入れしたり、話こんでいたりしていたのだが、ある日、彼が、他の女性に近づいているところを見つけ、激怒して持ってきていたサンドイッチを投げつけた。その時、彼は、マイクを握って、「グアンタナメラ」のリフレインのところを歌いだした、という。
また、フェルナンデスは、この曲の起源について、何度か異なる説を語っている。例えば、1979年11月30日、『ボヘミア』誌の通信欄で、あるジャーナリストが、彼の言葉を引用している。「ある日、ピアニストのファクンド・リベロが、CMQで放送していた番組の最後にグアヒラで終わらせることを思いついたんだ（...）。そこで私は「グアヒラ・グアンタナメラ」を作曲しました。そして、その成功は私たちを驚かせました（...）これは1934年のことです」。
上記のように、確かな事は、フェルナンデスは、番組で、その日のニュースについてのコメントを、即興で、曲の中に入れたり、番組の締めくくりに使ったりしていた。例えば、彼自身が「解雇された労働者の赦免を求めるビジャ・クララ地方の少女を祝福した。」と、言っている。このようにして、「グアンタナメラ」は、恋愛話、愛国的、皮肉的、あるいは社会的なコメントの媒体として急速に普及し、さらに重要なことに、国民的ヒット曲となった。

### ガリシア・ウイルソンによるという説
しかし、カリーナ・ロドリゲスの記事「La guantanamera: historia ¿conclusa?」によると、この曲は1929年7月の土曜日、グアンタナモで友人たちが働きながら歌っているときに生まれたという。その中にパン屋を生業とするエルミニオ・ガルシア・ウィルソンがおり、「エル・ディアブロ（悪魔）」というあだ名で呼ばれていた。友人たちは、通りすがりの美しい女性を見かけ、誉め言葉をかけた。ウィルソン本人によれば、まったく礼儀正しく彼女に誉め言葉をかけていたのだが、しかし、彼女は気分を害した。一人が「おい、そのグアヒラ・グアンタナメラは何を考えているんだ。」と叫んだ。ウィルソンは友人の絶叫に添える曲を探し、その日の夜、シルベリオ・ボッシュ・デュボアの家で開かれたパーティーでその曲を演奏した。
この曲は、リズムが頭に残り易く、パーティや街頭で使われるようになった。歌詞は、その都度、歌い手がアレンジし、リフレインだけが尊重された。ロドリゲスによると、当時、人々はよく互いに警告し合っていたという。「この曲を歌う時には、注意しろ。この曲は、皮肉や抗議、女性問題や血なまぐさい事に通じているから。」